# Buxenus
Buxenus est le nom d'un dieu local gaulois qui fut assimilé à l'époque gallo-romaine, selon le syncrétisme romain, avec le dieu Mars.
Le village de Buisson, qui portait au Moyen Âge le nom de Campus Buxonus, doit son nom à la divinité,.

## Étymologie
Son nom semble être entre rapport avec le celtique *buxo- (buis) ou *boxa- (bois).

## Inscription
Buxenus était une épithète du Mars gaulois, connue d'une seule inscription trouvée à Velleron dans le Vaucluse:
[Iul]ianus Ten[---] / deo / Marti Bu/xeno / [I]ulianus / [v]otum p(osuit) 